# 拉脱维亚第一党/拉脱维亚道路
拉脱维亚第一党/拉脱维亚道路（LPP/LC）是拉脫維亞政黨，由兩個基督教民主主義政黨拉脫維亞第一黨（LPP）與拉脫維亞之路（LC）、兩個區域主義政黨在2007年合併成立。這些在2006年就已組成執政聯盟。
2010年拉脫維亞議會選舉，與人民黨（People's Party）組成為了美好拉脫維亞（For a Good Latvia）聯盟。該黨拿下8席中的3席。在2011年人民黨解散後，該黨獨立參選2011年拉脫維亞議會選舉，但得票率僅僅2.4%，未能跨越百分之五選舉門檻，無緣進入議會。2011年年底，黨大會決議解散。

## 外部連結
- 官方網站